# Cabaceiras
Cabaceiras é um município brasileiro do estado da Paraíba, localizado no Sertão do Cariri (Oriental) Paraibano e na Região Geográfica Imediata de Campina Grande. Está a 300 metros de altitude. Sua sede fica a 180 km de João Pessoa, capital do estado.
O município é apelidado de Roliúde Nordestina, pela grande quantidade de filmagens realizadas em seu território, ao mesmo tempo em que sedia a consagrada Festa do Bode Rei, um evento que reúne exposições de animais, competições, apresentações culturais, feiras gastronômicas e shows musicais, atraindo milhares de visitantes de diversas partes do Brasil, e reconhecida como Patrimônio Cultural Imaterial do estado da Paraíba.

## História
Foi fundador de Cabaceiras o Capitão-mor Domingos de Faria Castro, português nascido em Cheleiros, casado com a caririense Isabel Rodrigues de Oliveira, filha de Isabel Rodrigues e sua irmã Cristina Rodrigues de Oliveira, casada com o Capitão Antônio Ferreira Guimarães, levou por dote uma parte do sítio Cabaceiras, no valor também de 250$000 (duzentos e cinquenta mil réis). Posteriormente, o primeiro dos genros acima comprou do sogro Pascácio de Oliveira Ledo, por escritura, o restante do mesmo sítio Cabaceiras, por 500$000 (quinhentos mil réis) e a transformou na Fazenda Cabaceiras, com muito gado, casa de farinha e alambique. Em 1735, por devoção de sua mulher, o Capitão-mor Domingos de Faria Castro construiu a Capela de Na. Sra. da Conceição. (MEDEIROS, 1989). Em torno dela começou o povoado, que seria transformado, em 1834, em Vila Federal de Cabaceiras. No ano seguinte, em 1835, foi criada a paróquia de N. S. da Conceição, de Cabaceiras. Em 1885, foi alterado o nome da sede municipal para Vila de Cabaceiras e, pelo Decreto-lei n. 1.164, de 15 de novembro de 1938, foi-lhe dado o título de cidade. A grande maioria dos habitantes de Cabaceiras e das cidades vizinhas descende do casal Capitão-mor Domingos de Faria Castro e Isabel Rodrigues de Oliveira, através dos seus filhos: Isabel Rodrigues de Faria, 1ª esposa do Coronel José da Costa Romeu; Ana de Faria Castro, casada com o futuro Capitão-mor Antônio de Barros Leira; Sargento-mor Inácio de Faria Castro, casado com Ana Maria Cavalcante; Maria de Faria Castro, casada com o Sargento-mor Manuel Tavares de Lira; Capitão Filipe de Faria Castro, casado com Maria da Purificação. (MEDEIROS, 1990).
Na história de Cabaceiras consta que ao Município foi anexado o povoado de Boa Vista, em 25 de Outubro de 1918. (SOARES, 2003). O Coronel Manuel Medeiros Maracajá (Manuel Maracajá) governou o município por 15 anos e foi o único a ter residido na cidade durante toda a gestão. Em 1919 o Coronel Manoel Maracajá fez convênio com  Ministério da Viação e Obras Públicas para construção de açude e da estrada entre Cabaceiras e Boa Vista.
Em 1921, o Coronel Manoel Maracajá firmou convênio com o Ministério da Viação e Obras Públicas, Departamento Geral dos Telégrafos, para a instalação dos serviços telegráficos na cidade, para tanto alugou ao Departamento de Telégrafos, uma casa de sua propriedade na Rua Dr. Antônio Massa (Fonte: Diário Oficial da União, 13 de março de 1921, 5128).
Trouxe energia elétrica para Cabaceiras, em 1923. Também consta como um feito seu em benfício da cidade a contratação do professor Francisco Pereira Coelho, Professor Chico Pereira, que mais tarde teria se refugiado em Taquaritinga do Norte, Pernambuco, perseguido pela Revolução de 1930. O Professor Chico Pereira, como era conhecido, veio a residir na cidade das Vertentes, no agreste Pernambucano, e atuou como advogado rábula e professor naquela cidade. Há na cidade das Vertentes, Pernambuco uma rua em homenagem ao professor, Rua Professor Francisco Pereira Coelho.
Após a morte do Coronel Manuel Maracajá, a viúva, Maria Borges Maracajá, casou-se com o Professor Chico Pereira - ambos faleceram e foram sepultados em Vertentes, Pernambuco.
O Coronel Manuel Maracajá, foi batizado como Manoel Mariz, no entanto, oficialmente assinava-se com Manoel de Medeiros Maracajá. Nasceu na Fazenda Arara, município de São João do Cariri em 25 de dezembro de 1881,  filho de Patrício Freire Mariz Maracajá, que também aparece em alguns documentos como Patrício da Costa Freire Mariz Maracajá, Major Patrício Maracajá e Virgínia Maria de Medeiros Maracajá. Neto paterno do Capitão Inácio da Costa Freire Mariz Maracajá e Vicência Freire Pessoa. Neto materno do Capitão Luiz Vicente de Melo Medeiros e Josefa Coutinho Gurjão.
Manoel Maracajá, ou Manoelzinho pelos íntimos, foi criado na Fazenda Araras, do seu pai, no município de São João do Cariri. Tinha como irmãos: Major José de Medeiros Maracajá, Major Luís de Medeiros Maracajá, e Major Patrício Freire Mariz Maracajá, Major Raulino de Medeiros Maracajá.
Em sua homenagem foi dado seu nome a uma das ruas de Cabaceiras - Rua Coronel Manuel Maracajá — onde se localiza o prédio da Prefeitura de Cabaceiras, número 07, Centro.
O Coronel Manuel Maracajá era casado com Maria Borges Maracajá. Foram pais de cinco filhos: José Borges Maracajá, Luiz Borges Maracajá, Adilson Borges Maracajá, Maria Alice Maracajá, que, por casamento, passou a assinar-se Maria Alice Maracajá Baptista, e Claudionor Borges Maracajá. O Coronel Manuel Maracajá faleceu em Cabaceiras e foi sepultado no cemitério local, em 27 de abril de 1928.
Após o falecimento do Coronel Manoel Maracajá, o vice-prefeito (à época sub-prefeito) Coronel Miguel Pereira de Almeida, Coronel Miguel Peba, assumiu o comando como prefeito de Cabaceiras.

## Geografia
Cabaceiras está localizado na unidade geoambiental do Planalto da Borborema, e nos domínios da bacia hidrográfica do Rio Paraíba, região do Alto Paraíba. Seus principais cursos d’ água são os rios Taperoá, Paraíba e Boa Vista, e os riachos do Pombo, Gangorra, Pocinho, da Varjota, do Tanque, Fundo, Algodoais, do Junco e Macambira. No município situa-se o Açude Público Epitácio Pessoa ou do Boqueirão (450.424.550 m3).
Composta de caatinga arbustiva, típica das regiões mais áridas do Nordeste, com cactos, arbustos e vegetação típicos como xiquexique, coroa-de-frade, juazeiro, umbuzeiro e jurema, entre outras.[carece de fontes?]

### Clima
O município está incluído na área geográfica de abrangência do semiárido brasileiro, definida pelo Ministério da Integração Nacional em 2005. Esta delimitação tem como critérios o índice pluviométrico, o índice de aridez e o risco de seca. As chuvas são, portanto, irregulares e esparsas e temperaturas médias na ordem dos 30º. Com média de apenas 350 mm durante o ano todo, as precipitações ocorrem em poucos meses, dando vazão a estiagens que duram até dez ou onze meses nos períodos mais secos, conferindo a Cabaceiras o título de município onde menos chove no país.
As fortes chuvas em alguns anos, como em janeiro de 2004, provocaram um aumento de mais de 500% no índice pluviométrico de alguns municípios na região do sertão paraibano, que ultrapassaram os 500mm. Em Cabaceiras, choveu nesse mês mais da metade da média anual do município, que é de 316 mm. Em 2008, chuvas torrenciais provocaram um índice pluviométrico que tirou do município novamente o título de aridez que lhe faz conhecido no Brasil: foram 398 mm registrados na pequena estação de medição local. Desde 1926, quando foi iniciado o monitoramento pluviométrico no município, o maior acumulado de precipitação em 24 horas foi de 218,2 milímetros (mm) em 18 de março de 2008, seguido por 172 mm em 15 de fevereiro de 2002, 169,3 mm em 31 de março de 1935 e 163 mm em 21 de maio de 2022, de acordo com dados da Agência Executiva de Gestão das Águas do Estado da Paraíba (AESA/PB).
Segundo dados do Instituto Nacional de Meteorologia (INMET), a partir de 28 de fevereiro de 2008, quando foi instalada uma estação meteorológica automática no município, a menor temperatura registrada em Cabaceiras foi de 13,1 °C em 30 de junho de 2018 e a maior atingiu 38,4 °C em 24 de novembro de 2019. O maior acumulado de precipitação em 24 horas alcançou 210 mm em 18 de março de 2008, seguido por 176,6 mm em 21 de maio de 2022. O menor índice de umidade relativa do ar (URA) atingiu 14%, na tarde do dia 18 de dezembro de 2011, e a maior rajada de vento chegou a 23,9 m/s (86 km/h) em 25 de dezembro de 2009.
| Dados climatológicos para Cabaceiras                                                | Dados climatológicos para Cabaceiras | Dados climatológicos para Cabaceiras | Dados climatológicos para Cabaceiras | Dados climatológicos para Cabaceiras | Dados climatológicos para Cabaceiras | Dados climatológicos para Cabaceiras | Dados climatológicos para Cabaceiras | Dados climatológicos para Cabaceiras | Dados climatológicos para Cabaceiras | Dados climatológicos para Cabaceiras | Dados climatológicos para Cabaceiras | Dados climatológicos para Cabaceiras | Dados climatológicos para Cabaceiras |
| Mês                                                                                 | Jan                                  | Fev                                  | Mar                                  | Abr                                  | Mai                                  | Jun                                  | Jul                                  | Ago                                  | Set                                  | Out                                  | Nov                                  | Dez                                  | Ano                                  |
| ----------------------------------------------------------------------------------- | ------------------------------------ | ------------------------------------ | ------------------------------------ | ------------------------------------ | ------------------------------------ | ------------------------------------ | ------------------------------------ | ------------------------------------ | ------------------------------------ | ------------------------------------ | ------------------------------------ | ------------------------------------ | ------------------------------------ |
| Temperatura máxima recorde (°C)                                                     | 36,9                                 | 37,7                                 | 37,4                                 | 37,8                                 | 35,3                                 | 34,7                                 | 33,4                                 | 34,8                                 | 35,2                                 | 36,5                                 | 38,4                                 | 37,6                                 | 38,4                                 |
| Temperatura máxima média (°C)                                                       | 32,1                                 | 31,7                                 | 31,2                                 | 30,4                                 | 29,2                                 | 28,1                                 | 27,8                                 | 28,8                                 | 30,2                                 | 31,7                                 | 32,5                                 | 32,6                                 | 30,5                                 |
| Temperatura média compensada (°C)                                                   | 25,3                                 | 25,1                                 | 24,8                                 | 24,5                                 | 23,7                                 | 22,6                                 | 22,1                                 | 22,4                                 | 23,3                                 | 24,3                                 | 25                                   | 25,3                                 | 24                                   |
| Temperatura mínima média (°C)                                                       | 20,7                                 | 20,8                                 | 20,8                                 | 20,5                                 | 19,8                                 | 18,8                                 | 17,9                                 | 17,8                                 | 18,8                                 | 19,6                                 | 20,1                                 | 20,6                                 | 19,7                                 |
| Temperatura mínima recorde (°C)                                                     | 18,2                                 | 17,2                                 | 17,5                                 | 15,1                                 | 14,8                                 | 13,1                                 | 13,4                                 | 13,3                                 | 13,2                                 | 15,9                                 | 17,5                                 | 18                                   | 13,1                                 |
| Precipitação (mm)                                                                   | 23                                   | 39,2                                 | 59,8                                 | 60,2                                 | 42,3                                 | 43,5                                 | 36,8                                 | 14,9                                 | 5,2                                  | 3,4                                  | 3,8                                  | 9,3                                  | 336,6                                |
| Umidade relativa compensada (%)                                                     | 50                                   | 70                                   | 75                                   | 77                                   | 70                                   | 80                                   | 80                                   | 66                                   | 49                                   | 50                                   | 48                                   | 50                                   | 63,8                                 |
| Insolação (h)                                                                       | 238,9                                | 203                                  | 203                                  | 173,6                                | 175,4                                | 151,1                                | 119                                  | 150,7                                | 181,9                                | 212,5                                | 217,2                                | 197,7                                | 2 224                                |
| Fonte: Estudo Agroclimático do Município de Cabaceiras-PB (climatologia: 1926-2011) |                                      |                                      |                                      |                                      |                                      |                                      |                                      |                                      |                                      |                                      |                                      |                                      |                                      |
| Fonte 2: INMET (recordes de temperatura: 28/02/2008-presente)                       |                                      |                                      |                                      |                                      |                                      |                                      |                                      |                                      |                                      |                                      |                                      |                                      |                                      |

## Demografia
De acordo com o IBGE (Instituto Brasileiro de Geografia e Estatística), no ano de 2010 sua população era estimada em 5.035 habitantes, distribuídos em uma área territorial de 452,920  km², o que dá uma densidade demográfica de 11,12 hab./km².
| Fonte: IBGE |

## Turismo e cultura

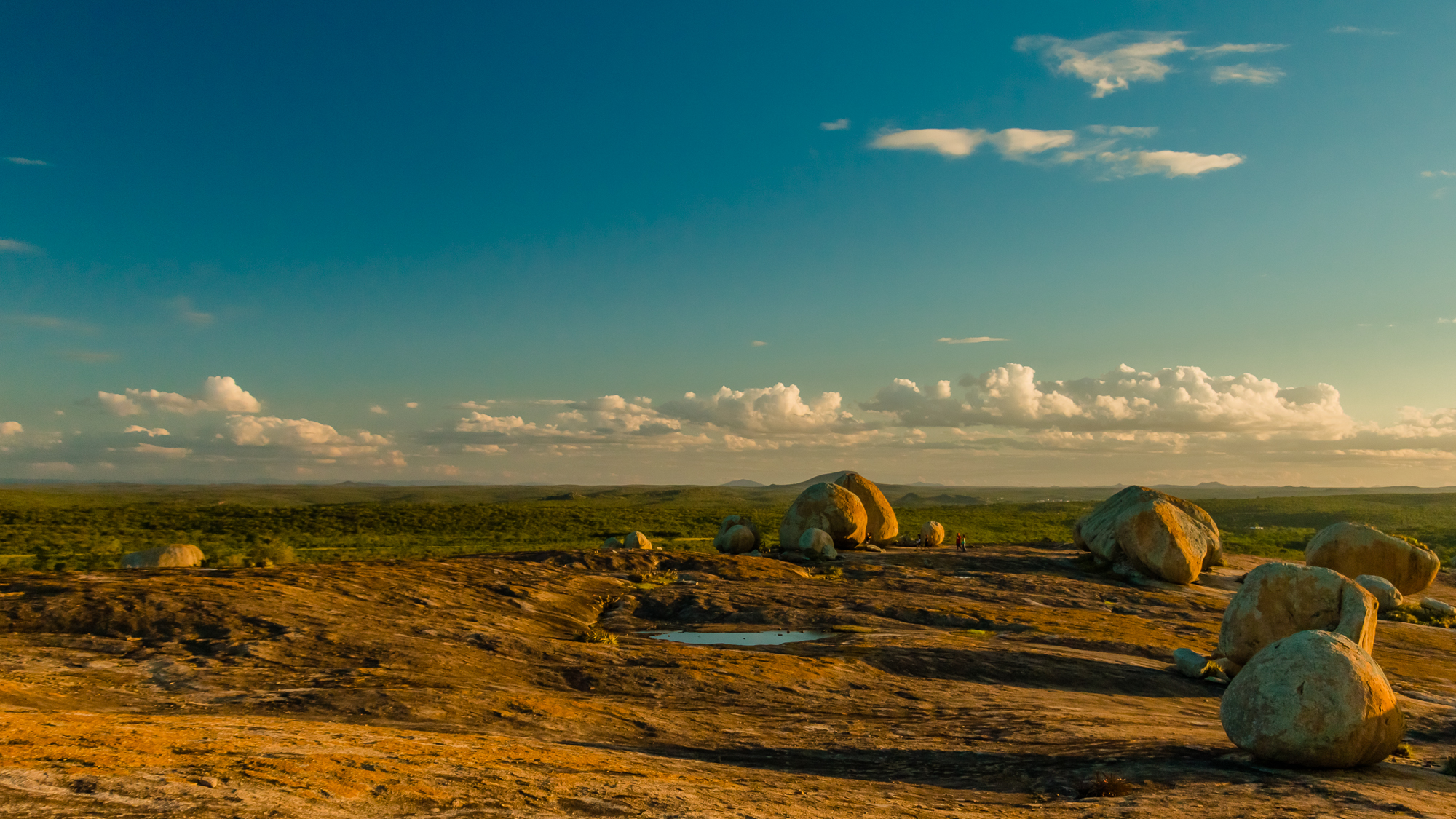
Fim de tarde no Lajedo de Pai Mateus.

A cidade de Cabaceiras se autodenomina a "Roliúde Nordestina", em uma referência aos mais de 25 filmes que foram rodados na região. É o caso do longa-metragem O Auto da Compadecida, que foi gravado na centro e em arredores da cidade. Cinema, Aspirinas e Urubus, de Marcelo Gomes, e Romance, de Guel Arraes (mesmo diretor de Auto da Compadecida) são outros filmes que têm Cabaceiras como cenário. No turismo, Cabaceiras possui um memorial cinematográfico e abriga o Lajedo de Pai Mateus, uma formação rochosa que fica a cerca de 30 quilômetros do centro da cidade.